# Vitrac-sur-Montane
Vitrac-sur-Montane – miejscowość i gmina we Francji, w regionie Nowa Akwitania, w departamencie Corrèze.
Według danych na rok 1990 gminę zamieszkiwały 244 osoby, a gęstość zaludnienia wynosiła 9 osób/km² (wśród 747 gmin Limousin Vitrac-sur-Montane plasuje się na 397. miejscu pod względem liczby ludności, natomiast pod względem powierzchni na miejscu 206.).